# Sweet About Me
Sweet About Me – singel australijskiej piosenkarki Gabrielli Cilmi, pochodzący z jej debiutowego albumu Lessons to Be Learned. Singel jest głównym utworem promującym album artystki. Został wykorzystany w reklamie Rexony.
Gabriella Cilmi z piosenką Sweet About Me wygrała Sopot Festival w 2009 roku, zdobywając Bursztynowego Słowika.
21 grudnia 2009 roku ”Sweet About Me” ogłoszono najczęściej graną piosenką w Wielkiej Brytanii w roku 2009.

## Teledysk
Teledysk do singla, wyreżyserowany przez Mike'a Baldwina, ukazuje piosenkarkę wraz z jej zespołem w pomieszczeniu przypominającym magazyn, pełnym uwięzionych (związanych) mężczyzn.

## Format wydania
Singel CD
1. Sweet About Me
2. Echo Beach
3. This Game

Reedycja
1. Sweet About Me
2. Sweet About Me (Robbie Rivera Remix)

Remix Itunes
1. Sweet About Me (Sunship Vocal Mix)
2. Sweet About Me (Matthew Herbert's Savoury Mix)
3. Sweet About Me (Ashley Beedle Vocal Mix)
4. Sweet About Me (Truth & Soul Mix)
5. Sweet About Me (Later i Jools Holland)

## Notowania
| Lista                              | Najwyższa pozycja |
| ---------------------------------- | ----------------- |
| Australia (ARIA Charts)            | 1                 |
| Austria (Ö3 Austria Top 40)        | 2                 |
| Belgia, Flandria (Ultratop 50)     | 3                 |
| Belgia, Walonia (Ultratop 40)      | 3                 |
| Czechy (IFPI)                      | 2                 |
| Dania (Tracklisten)                | 5                 |
| Holandia (Dutch Top 40)            | 2                 |
| Europa (European Hot 100 Singles)  | 2                 |
| Finlandia (Yleisradio)             | 20                |
| Francja (SNEP)                     | 9                 |
| Niemcy (Media Control Charts)      | 2                 |
| Grecja                             | 7                 |
| Irlandia (Irish Singles Chart)     | 16                |
| Włochy (FIMI)                      | 4                 |
| Nowa Zelandia (RIANZ)              | 6                 |
| Norwegia (VG-lista)                | 1                 |
| Portugalia                         | 4                 |
| Słowacja (IFPI)                    | 21                |
| Szwecja (Sverigetopplistan)        | 25                |
| Szwajcaria (Schweizer Hitparade)   | 2                 |
| Wielka Brytania (UK Singles Chart) | 6                 |